# Grille royale du château de Versailles
La grille royale du château de Versailles sépare la cour d'Honneur de la cour Royale du château de Versailles. Celle-ci est également située entre le pavillon Dufour (sur sa gauche, en entrant), construit sous Louis XVIII et qui est utilisé actuellement pour accueillir les visiteurs du château et l'aile Gabriel (sur sa droite), dont la construction débuta en 1772, mais qui ne fut terminée qu'en 1985.
Elle a délimité les abords du château à la fin du XVIIe siècle pour moins d'un siècle, bien avant de réapparaître dans une nouvelle version en 2008.
Bien que considérée comme une restitution par son architecte Frédéric Didier, cette initiative a été très décriée par des historiens de l'art.

## Histoire de la grille

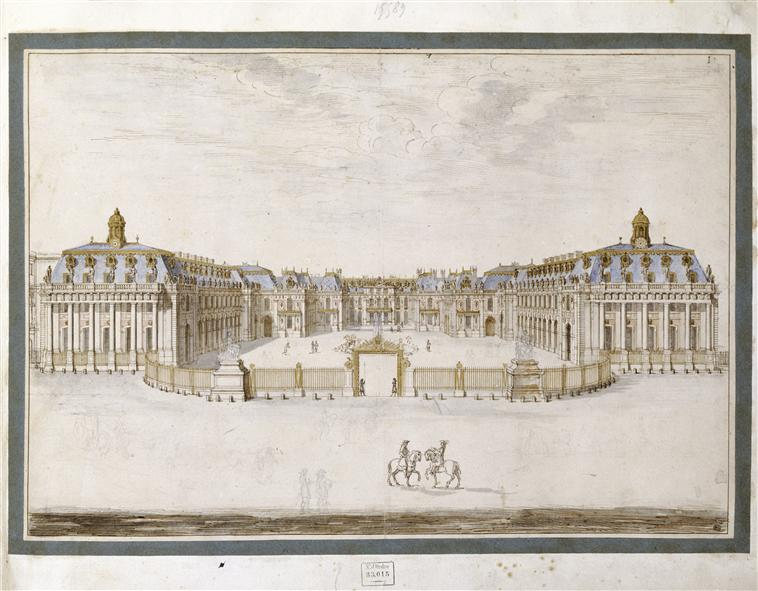
Aquarelle représentant la grille au XVIIe par Israël Silvestre (1621-1691).

La grille est réalisée sous le règne de Louis XIV par Jules Hardouin-Mansart, Premier architecte du Roi et surintendant des bâtiments du roi, vers 1680, à une époque où le château est en pleine mutation. Durant la même période, Hardouin-Mansard est également l'auteur de la façade du château, côté parc, les ailes de retrait du nord et du midi.
Cette grille fut l’œuvre de plusieurs ferronniers, associés dans son élaboration et son installation : Luchet, Marie, Godignon et Belin, considérés comme les meilleurs professionnels de leurs corps, à l'époque. Dorée et ornementée de riches piliers ou pilastres, la grille s’ouvrait initialement par deux portails qui donnaient sur deux cours latérales dénommées « cours des Princes » et « cours de la Chapelle ». L'ancienne grille se prolongeait alors entre les colonnes des pavillons des ailes latérales situées à l'extrémité du château qui, de nos jours, ont été remplacés par les pavillons Dufour et l'aile Gabriel. Ensuite, cette grille s’incurvait en quart de cercle sur la cour d’Honneur pour s'achever sur deux guérites en pierre qui servaient alors de corps de garde.
Déposée, en grande partie, en raison de la construction de l'aile Gabriel, dès 1771 ou 1772, dans les dernières années du règne de Louis XV, elle fut remplacée par une simple palissade en bois, normalement provisoire, mais qui est restée présente durant le règne de Louis XVI.
Le maintien de cette simple palissade (du fait du non-achèvement du chantier de l'aile Gabriel) a facilité l'accès aux émeutiers des 5 et 6 octobre 1789 qui ont pu ainsi pénétrer plus aisément dans l'enceinte du château, puis dans l'édifice lui-même
En 1838, une statue équestre de Louis XIV est installée à son emplacement, dans le cadre de la création du musée de l'Histoire de France de Louis-Philippe Ier.
Entre 2005 et 2008, une nouvelle grille est construite. La statue équestre de Louis XIV est alors déposée pour retrouver place plus tard à l'entrée de la place d'armes. La construction de la grille nécessite l'emploi de 15 tonnes de fer et 100 000 feuilles d'or. La majeure partie du financement (3,5 millions d'euros) est fournie dans le cadre du mécénat du groupe de travaux publics Monnoyeur qui fêtait ses 100 ans d'existence cette année-là.
Une polémique naît à l'occasion de cette reconstitution.

## Polémiques

### Polémique sur la restitution des états anciens

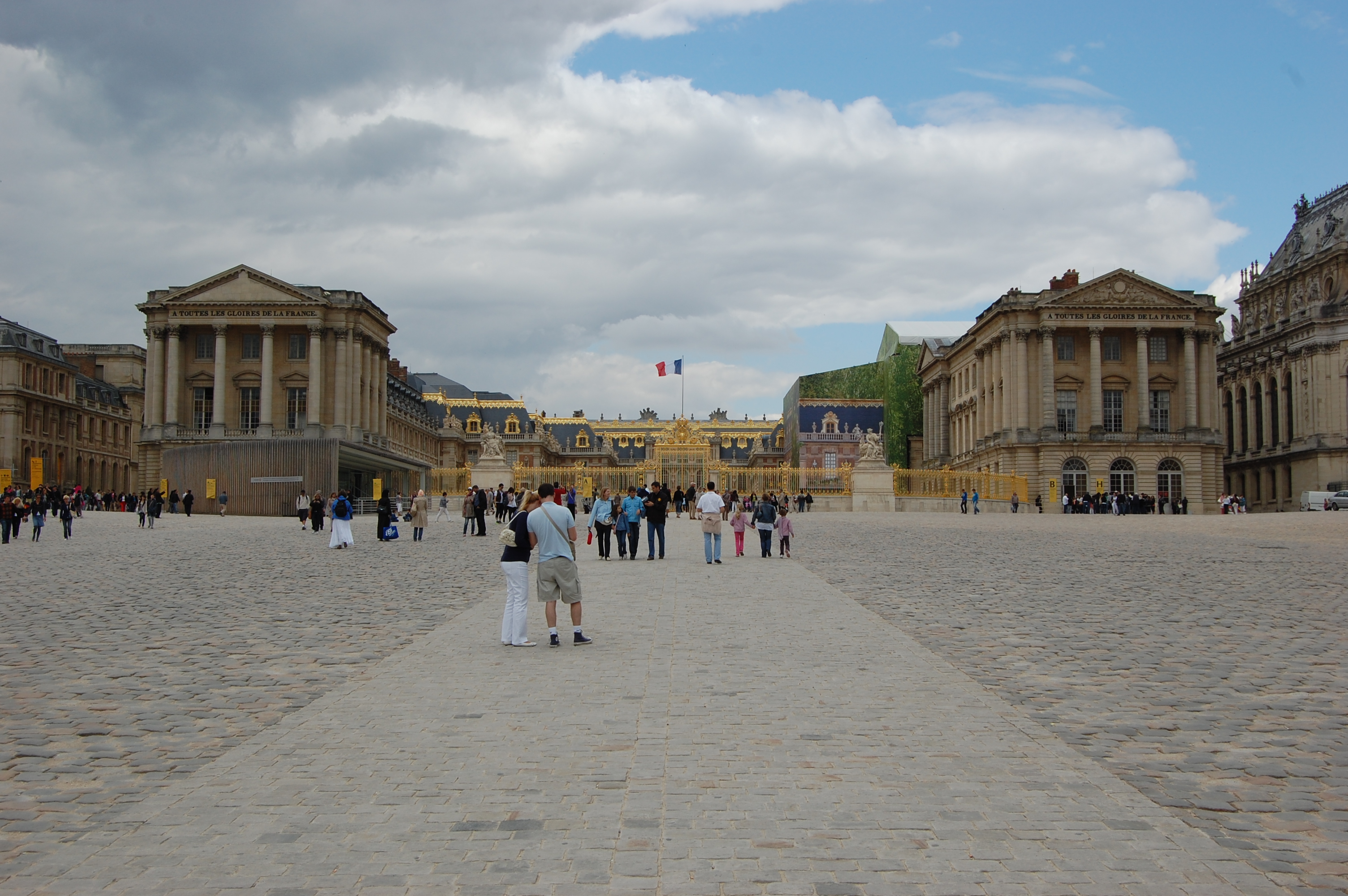
Vue de la grille du château et de la cour royale, encadrée par l'aile Gabriel, à droite et le pavillon Dufour, à gauche en 2011.

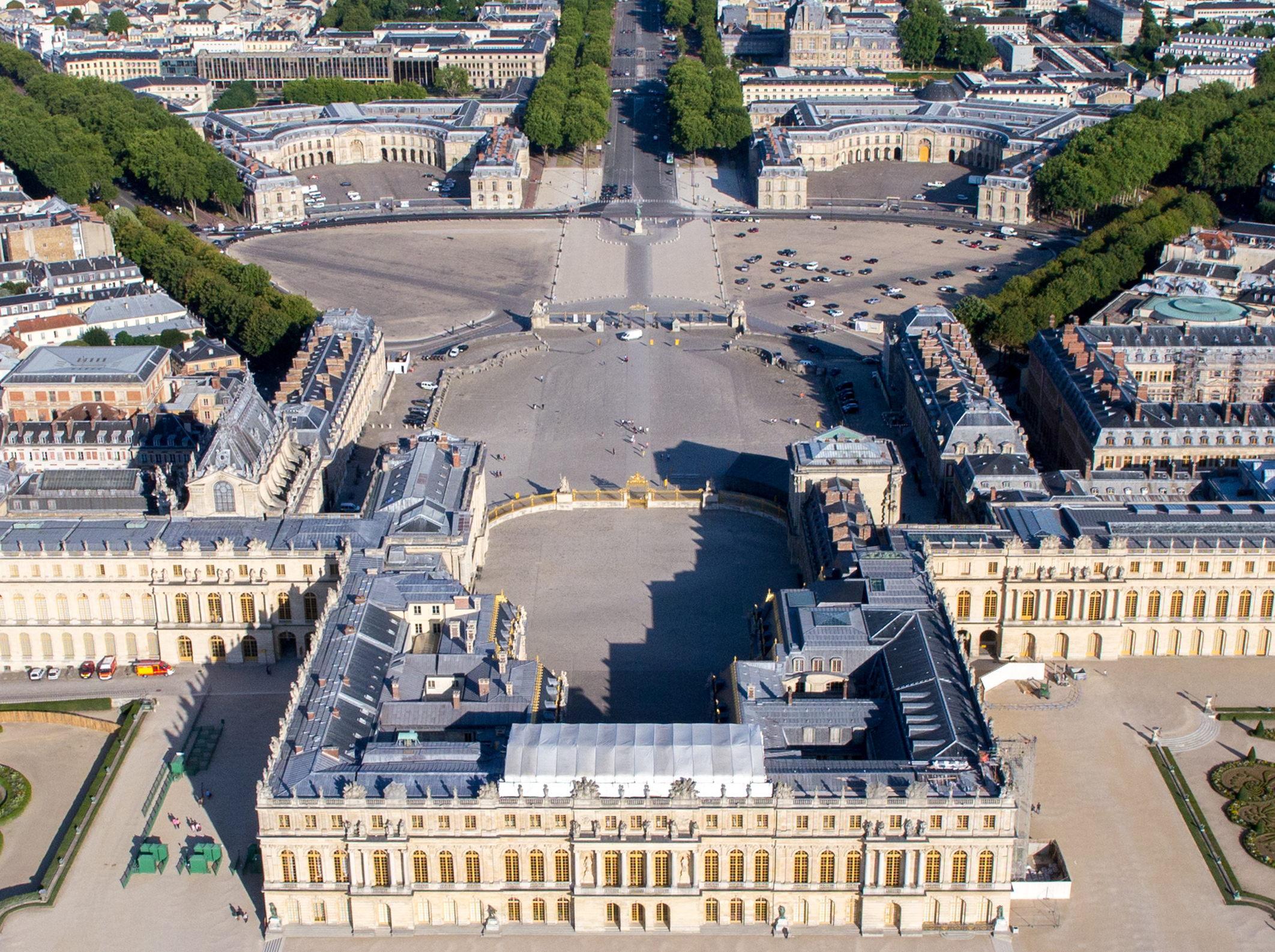
Vue aérienne de la cour d'honneur, de la cour royale et de la grille royale en 2013.

La polémique débute avant même la construction de la grille, en raison du non-respect du « dernier état connu » du monument, règle de la restauration des bâtiments anciens.
Pour les critiques de ce projet, il y a volonté de faire abstraction de l'histoire de Versailles au XIXe siècle pour revenir à l'état du XVIIe siècle, sans raison valable pour cela. La construction oblige de plus à déplacer la statue équestre de Louis XIV, pourtant placée là à dessein en 1838. Cette décision revient à nier que Versailles ait été un lieu important au XIXe siècle et à faire abstraction de la volonté de Louis-Philippe. Le journaliste Didier Rykner parle de « vandalisme officiel ». La faiblesse des sources sur la grille augmente la difficulté, les gravures d'époque se contredisant et ne permettant pas de connaître de manière précise l'ornementation de cette grille. Certains commentateurs soulignent, au-delà, le manque de cohérence du projet, qui ne correspond à aucun état ayant existé, puisque l'aile Gabriel date du XVIIIe siècle et le pavillon Dufour du XIXe siècle, c'est-à-dire après la destruction de la grille d'origine.
Au contraire, selon Béatrix Saule, directrice du musée du château, ce nouveau chantier se place dans la continuité des interventions réalisées depuis le début du XXe siècle, qui visent à présenter le domaine royal dans un état reflétant au mieux celui de la fin de l'Ancien Régime. D'un point de vue fonctionnel, la grille doit d'abord servir à maîtriser le flux des visiteurs : alors que le château présentait autrefois une multitude de circuits de visite peu identifiables, la grille permet d'orienter les visiteurs vers des entrées plus évidentes, et d'utiliser la cour royale, désormais intégrée à la visite, pour faciliter la distribution des appartements. Enfin, si la grille est effectivement un ouvrage neuf réalisé d'après les plans anciens[réf. nécessaire], les deux groupes sculptés surmontant les guérites (La Paix, par Tuby, et L'abondance, par Coysevox)  sont parfaitement authentiques : ils avaient été remployés dans l'avant-cour et ont retrouvé, après restauration, leur emplacement d'origine.

### Polémique sur l'éthique professionnelle et le risque de conflits d'intérêts
Dans un article du Monde, Adrien Goetz prend la grille comme support de ses inquiétudes sur les effets pervers de la loi sur le mécénat et d'un risque de conflit d'intérêts des architectes des Monuments historiques : « dès qu'on trouve un mécène, les architectes en chef, qui prennent 10 % sur chaque chantier, lui proposent des reconstructions mirobolantes, comme cette monstrueuse grille dorée ». Or, la grille a coûté cinq millions d'euros. Dans le même article, paradoxalement, Adrien Goetz affirme plus généralement que « la restitution du patrimoine est essentielle », car il s'agit de « retrouver sa fierté, sa culture ».

## Fouilles archéologiques
Préalablement au chantier de la grille, un chantier archéologique avait été mis en place, afin de mettre au jour les fondations de la première grille créée par Jules Hardouin-Mansart. Durant ce chantier, des parties basses de l’ancien aménagement de la clôture de la cour du château ont été découvertes, et particulièrement un des fossés encadrant la grille centrale. Celui-ci a présenté des restes fauniques, généralement de gros mammifères, correspondant à des restes de repas qui ont probablement été consommés par les gardes du château de l'époque et qui utilisait donc ces fossés comme dépotoir.

## Photos

Quelques vues sur la grille royale du château de Versailles
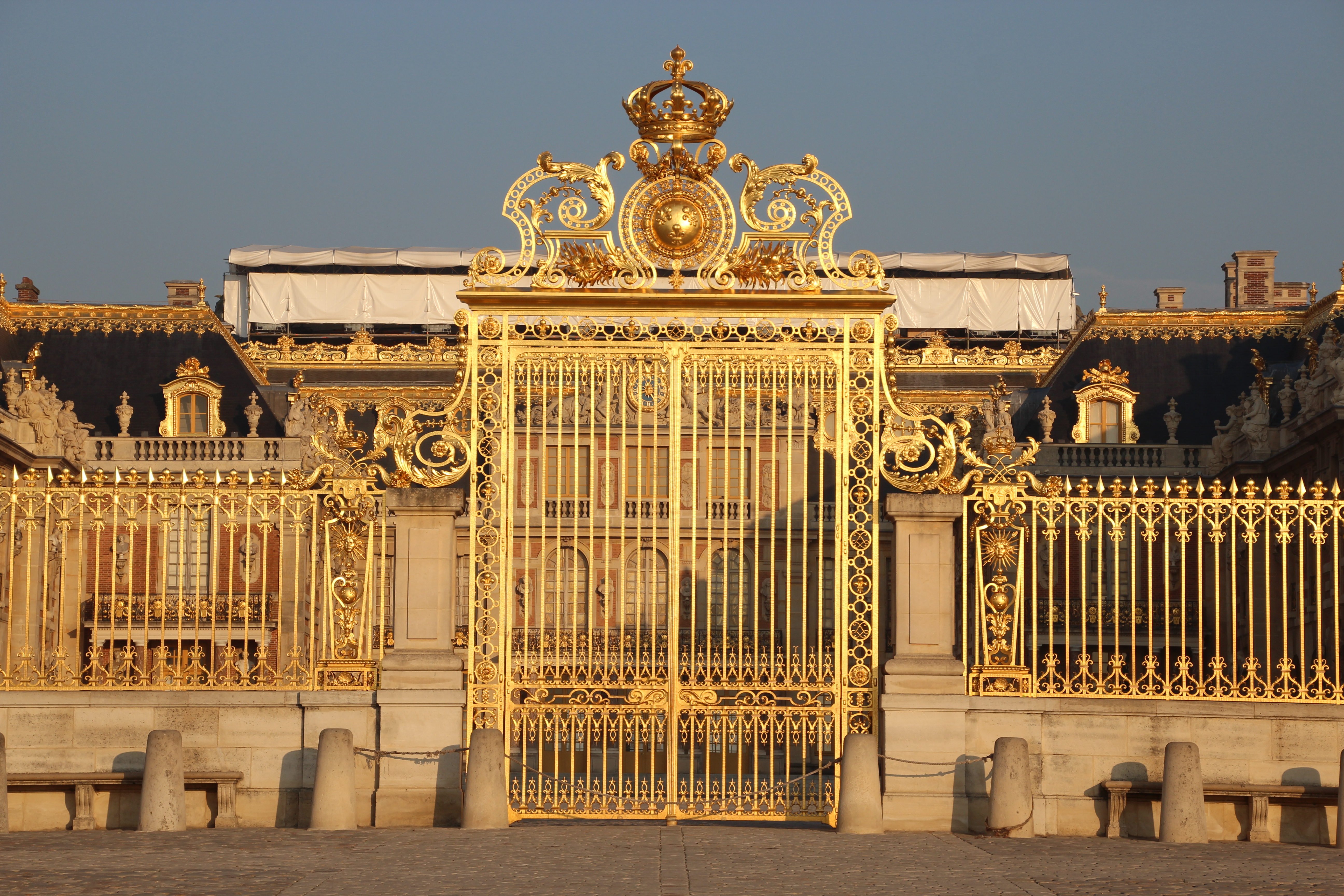
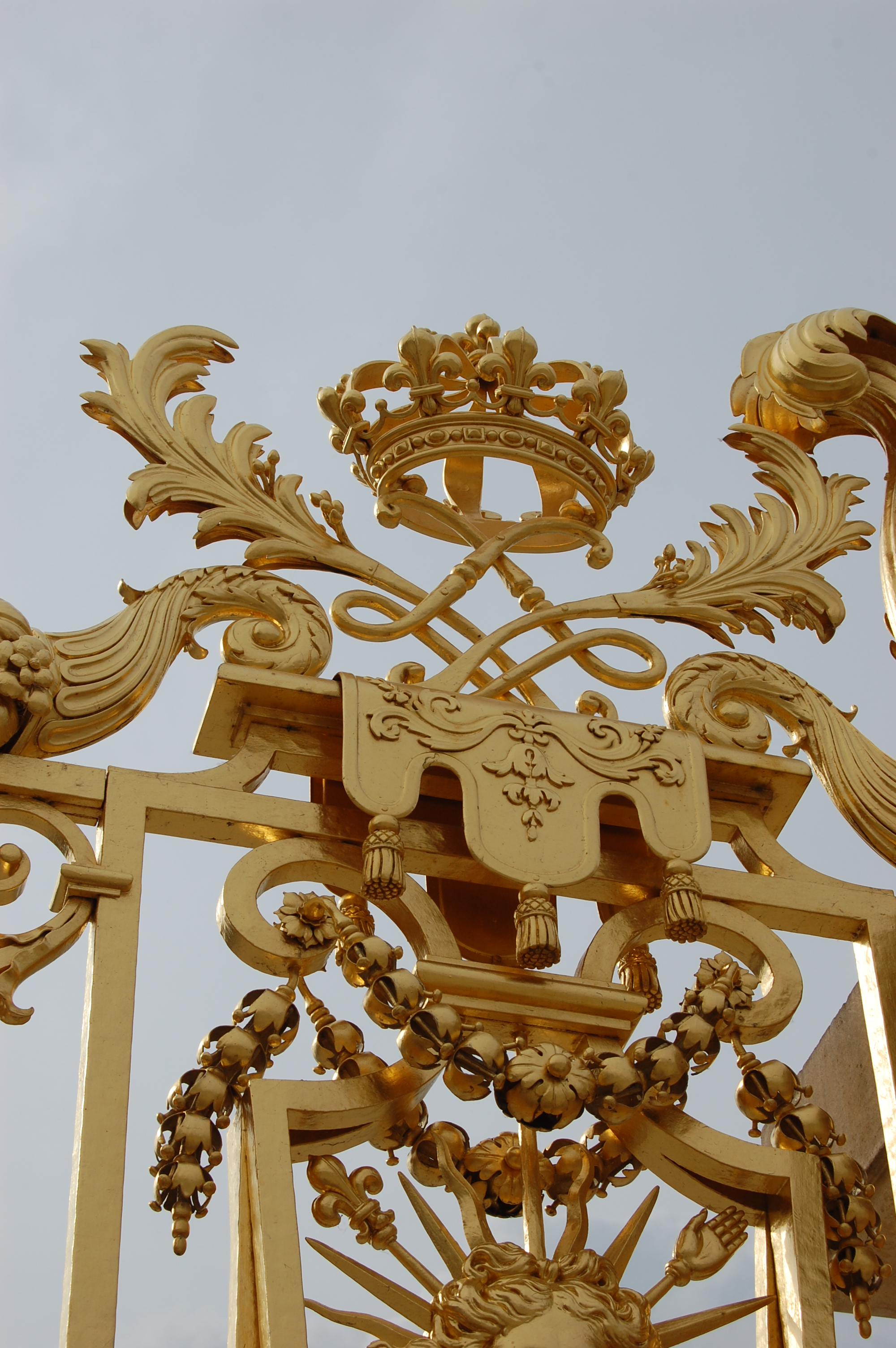
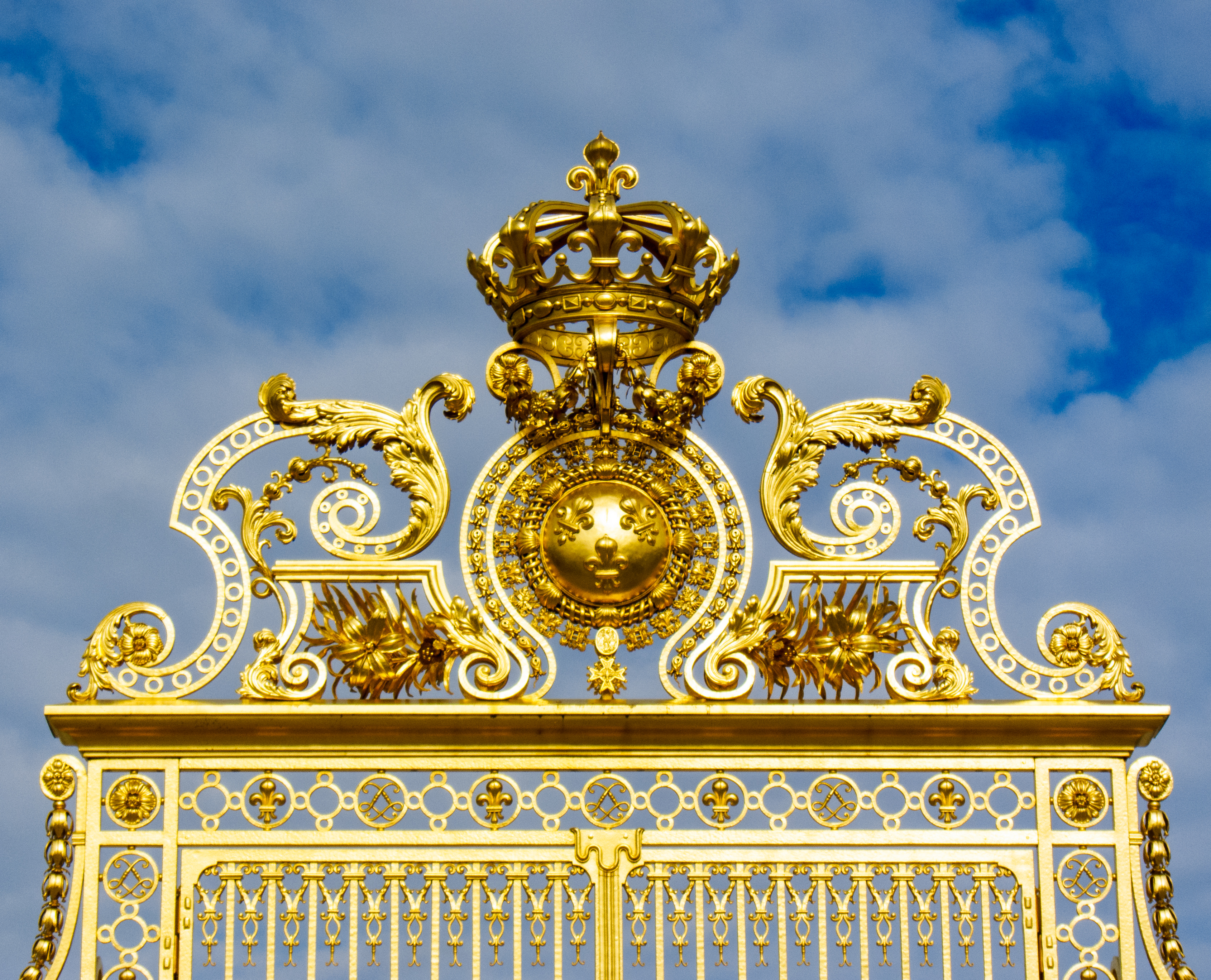
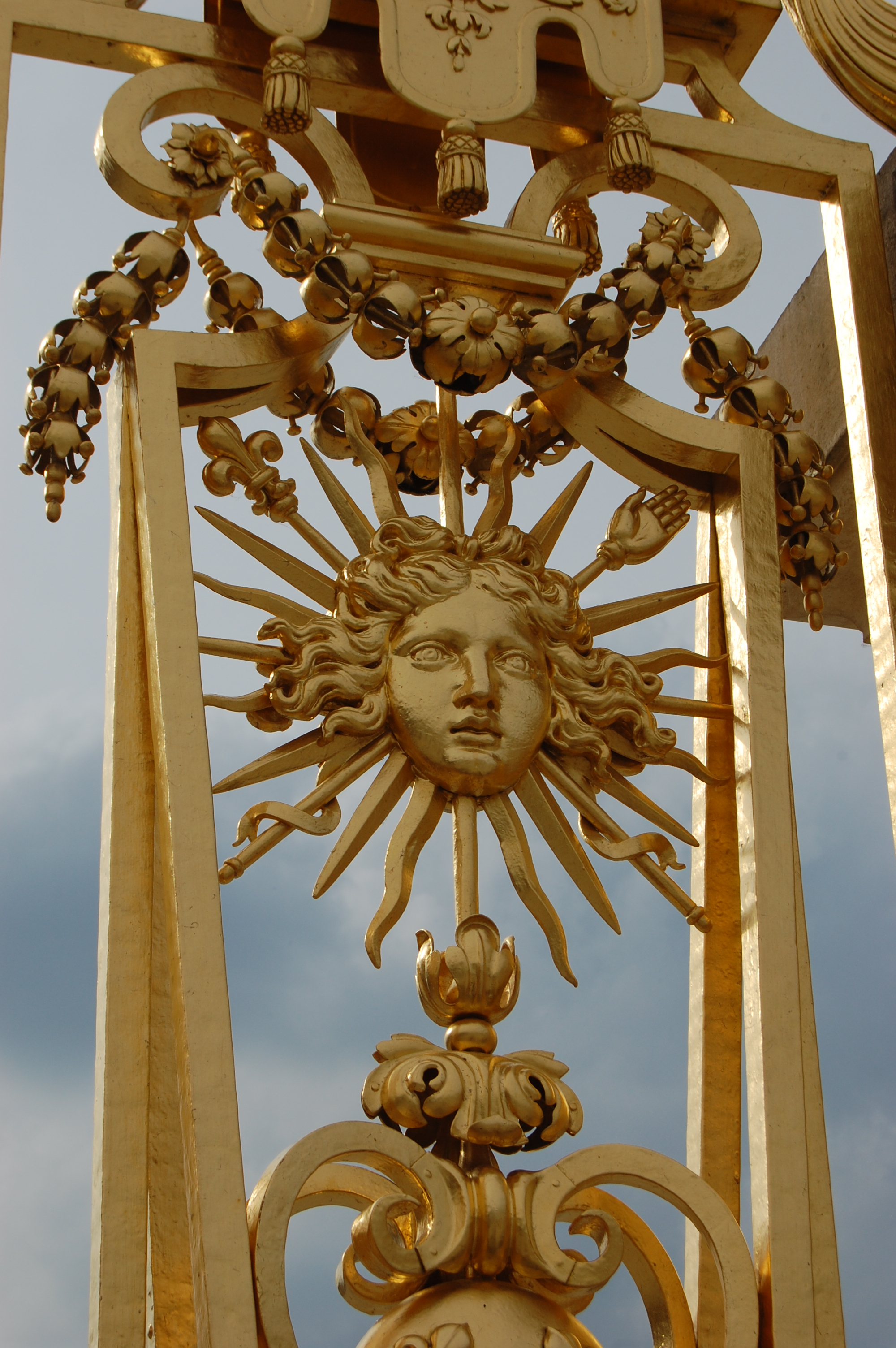
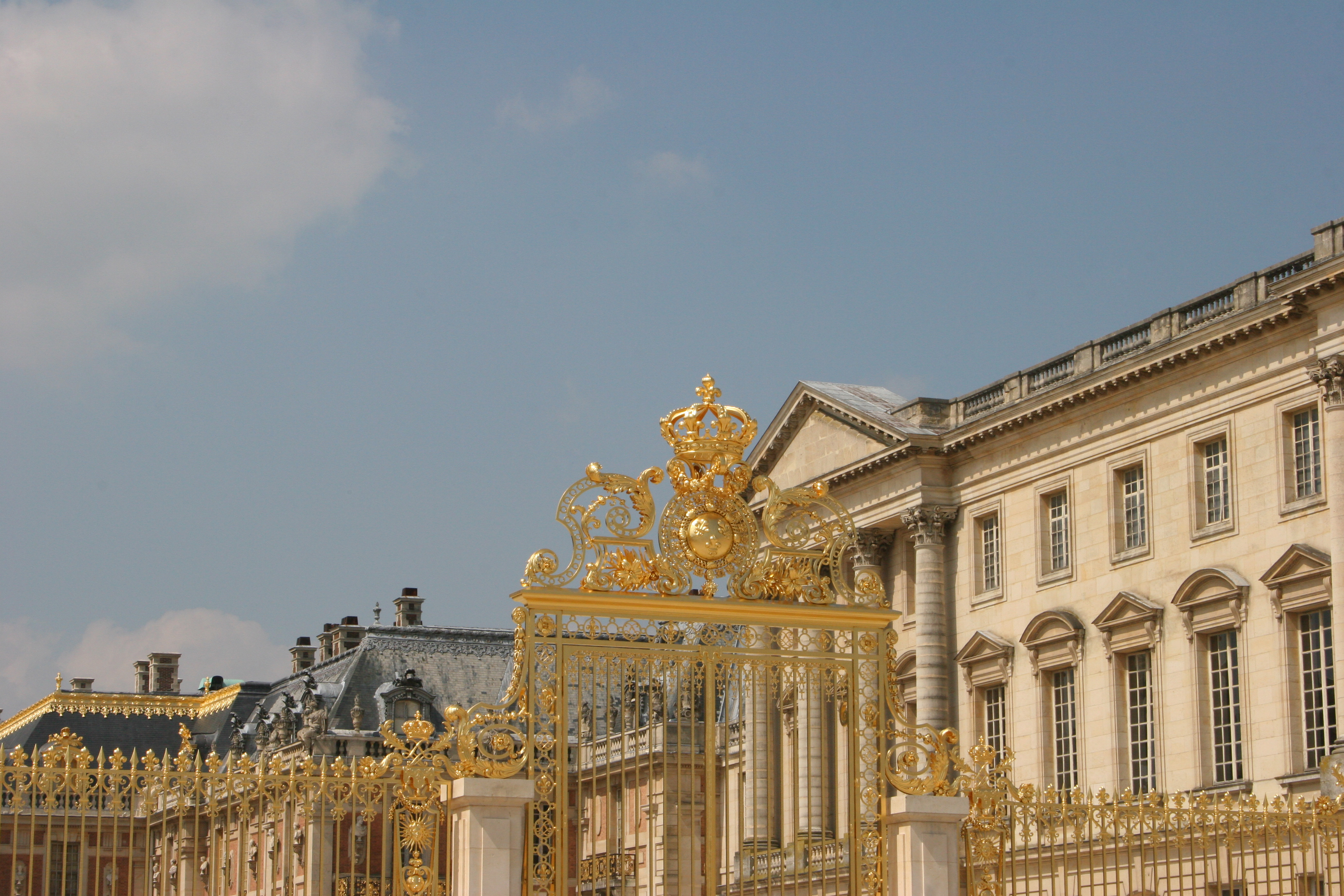